# El profesor chiflado (película de 1996)
El profesor chiflado (The Nutty Professor) es una película estadounidense de comedia y ciencia ficción de 1996, dirigida por Tom Shadyac. Se trata de un remake de la película homónima de 1963 producida, escrita, dirigida y protagonizada por Jerry Lewis, que a su vez es una parodia de la novela El extraño caso del Dr. Jekyll y el Sr. Hyde de Robert Louis Stevenson.
Está protagonizada por Eddie Murphy, que interpreta un total de siete personajes. También forman parte del reparto Jada Pinkett, James Coburn, Larry Miller, John Ales y Dave Chappelle. Consiguió el Óscar al mejor maquillaje en la 69.ª edición de los premios. 
La película obtuvo críticas positivas, que elogiaban principalmente el maquillaje y la interpretación de Murphy. Su éxito dio lugar a una secuela, El profesor chiflado II: La familia Klump, estrenada en 2000.

## Argumento
En el Wellman College, cientos de hámsteres invaden el campus tras ser liberados accidentalmente por Sherman Klump, un profesor obeso y de gran corazón. Mientras tanto, Sherman está trabajando en una formula experimental que reconstruye el ADN de una persona obesa en una forma que le permite perder peso con más facilidad.
Tras su clase, Sherman conoce y se enamora de Carla Purty, una graduada de química quien es fanática de su trabajo. Tras una cena con su poco educada familia. Sherman le pide a Carla salir en una cita, la cual ella acepta, para sorpresa de Sherman. La cita empieza bien con Carla mostrando admiración por el trabajo de Sherman, pero el molesto comediante invitado del club, Reggie Warrington, públicamente lo humilla por su peso. Sherman se deprime y, tras tener una pesadilla en la cual se vuelve un gigante hambriento que destruye la ciudad, él prueba el suero en sí mismo, perdiendo 250 libras en cuestión de segundos.  Entusiasmado por su inmediata perdida de peso, va a comprar montones de ropa de tamaño normal para celebrar y un Dodge Viper RT/10 de $47.000 con su cuenta bancaria de la facultad. No obstante, Sherman descubre que los efectos del suero son temporales.
Protegiendo su verdadera identidad, Sherman adopta una falsa identidad, "Buddy Love", e invita a Carla en una cita en el mismo club nuevamente. Reggie está presente de nuevo, y Buddy toma venganza insultándolo despiadadamente. La persona de Buddy empieza a desarrollar una personalidad independiente debido a los aumentados niveles de testosterona de la transformación, gradualmente cambiando de su buena naturaleza a pervertido y súper confiado. El asistente de Klump y amigo, Jason, descubre a Buddy huyendo en la escena tras ser identificado como la persona que dejó la tarjeta de crédito de Klump en el bar. Jason sigue a Buddy y presencia su transformación en Sherman Klump.
A la mañana siguiente, el Décano Richmond ha preparado una reunión con Sherman y el hombre de negocios Harlan Hartley en Ritz para explicar el suero, con la esperanza de recibir una donación de $10.000.000 al departamento de ciencias. Sin embargo, Sherman llega al Ritz como Buddy con Carla. Cuando Richmond lo encuentra, Carla le pregunta a Buddy si tomará el lugar de Sherman; lo hace, tomando todo el crédito del trabajo de Sherman. Hartley y Richmond quedan impresionados, y Richmond le invita a la fiesta del alumni a la noche siguiente. Mientras tanto, Buddy trae a tres hermosas mujeres, para molestia y disgusto de Carla, quién termina con él y se marcha. Buddy invita a las mujeres y otras personas a su casa en la noche para hacer una fiesta y duerme con las tres mujeres.
Richmond no solo despide a Sherman, pero alegremente le dice que Buddy tomará su lugar en la fiesta del alumnado. Sherman ve un video de Buddy provocándolo y decide que ya está harto de él, tomando la decisión de destruir todas las muestras del suero, lo que hace con la ayuda de Jason. Sherman planea reconciliarse con Carla y obtener la gratificación de Hartley. Desafortunadamente, Buddy planeó aquello al ocultar una muestra del suero en una de las latas de soda dietética de Sherman, la cual Sherman bebe, causando que se transforme en Buddy de nuevo. Jason intenta detenerlo de ir a la fiesta, pero Buddy lo noquea con un puño a la cara y huye.
En la fiesta, Buddy demuestra los efectos del suero a la audiencia, pero Jason llega a tiempo y confronta a Buddy, ya que ha encontrado que los niveles de testosterona de Buddy está en un peligrosamente alto 60.000%. Buddy planea beber una enorme cantidad de la poción para deshacerse de Sherman para siempre; Jason sabe que si él la bebe, matará a Sherman y posiblemente a Buddy. Los dos empiezan una pelea, pero Sherman empieza a pelear contra Buddy desde adentro. Sherman posteriormente se transforma en su verdadera personalidad y admite sus fechorías a una chocada audiencia, incluyendo a sus padres y a Carla; él dice que Buddy era quien todos creían que él y los demás querían que fuera, y que él pudiera aceptarse a sí mismo por quién es. Mientras se marcha, Carla le detiene y le pregunta por qué mintió; Sherman responde que no creía que ella lo pudiera aceptar. Pese a no iniciar una relación romántica, Sherman y Carla mantienen su amistad y bailan juntos. Richmond recontrata a Sherman y Hartley le da la donación a Sherman porque es un "científico brillante y un caballero."

## Reparto
- Eddie Murphy - Profesor Sherman Klump / Buddy Amor; Papa Cletus Klump (el padre de Sherman); Mama Anna Klump (la madre de Sherman); Abuela Ida Mae Jenson (la madre de Anna y la abuela de Sherman); Ernie Klump Sr. (el hermano de Sherman) y Lance Perkins (una parodia de Richard Simmons).
- Jada Pinkett - Carla Purty
- James Coburn - Harlan Hartley
- Larry Miller - Decano Richmond
- Dave Chappelle - Reggie Warrington
- John Ales - Jason
- Jamal Mixon - Ernie Klump Jr.
- Montell Jordan - él mismo

## Estrenos
| País                                                                          | Fecha de estreno                   |
| ----------------------------------------------------------------------------- | ---------------------------------- |
| Alemania                                                                      | Jueves 17 de octubre de 1996       |
| Argentina                                                                     | Jueves 24 de octubre de 1996       |
| Australia                                                                     | Jueves 19 de septiembre de 1996    |
| Austria                                                                       | Viernes 18 de octubre de 1996      |
| Bélgica                                                                       | Miércoles 11 de septiembre de 1996 |
| Belice · Costa Rica · El Salvador · Guatemala · Honduras · Nicaragua · Panamá | Viernes 13 de septiembre de 1996   |
| Brasil                                                                        | Viernes 13 de septiembre de 1996   |
| Bulgaria                                                                      | Viernes 6 de diciembre de 1996     |
| Chile                                                                         | Jueves 31 de octubre de 1996       |
| Colombia                                                                      | Viernes 11 de octubre de 1996      |
| Corea del Sur                                                                 | Sábado 11 de enero de 1997         |
| Croacia                                                                       | Jueves 5 de diciembre de 1996      |
| Dinamarca                                                                     | Viernes 6 de septiembre de 1996    |
| Ecuador                                                                       | Viernes 18 de octubre de 1996      |
| Egipto                                                                        | Lunes 16 de diciembre de 1996      |
| Eslovenia                                                                     | Jueves 28 de noviembre de 1996     |
| España                                                                        | Viernes 4 de octubre de 1996       |
| Estados Unidos · Canadá                                                       | Viernes 28 de junio de 1996        |
| Filipinas                                                                     | Miércoles 13 de noviembre de 1996  |
| Finlandia                                                                     | Viernes 1 de noviembre de 1996     |
| Francia                                                                       | Miércoles 4 de septiembre de 1996  |

| País                         | Fecha de estreno                   |
| ---------------------------- | ---------------------------------- |
| Grecia                       | Viernes 20 de diciembre de 1996    |
| Hong Kong                    | Jueves 19 de septiembre de 1996    |
| Hungría                      | Jueves 14 de noviembre de 1996     |
| India                        | Viernes 7 de febrero de 1997       |
| Indonesia                    | Martes 17 de septiembre de 1996    |
| Israel                       | Viernes 6 de septiembre de 1996    |
| Italia                       | Viernes 15 de noviembre de 1996    |
| Japón                        | Sábado 7 de septiembre de 1996     |
| Líbano                       | Viernes 4 de octubre de 1996       |
| Malasia                      | Jueves 3 de octubre de 1996        |
| México                       | Viernes 1 de noviembre de 1996     |
| Noruega                      | Viernes 22 de noviembre de 1996    |
| Nueva Zelanda                | Jueves 5 de diciembre de 1996      |
| Países Bajos                 | Jueves 17 de octubre de 1996       |
| Perú                         | Viernes 1 de noviembre de 1996     |
| Polonia                      | Viernes 25 de octubre de 1996      |
| Portugal                     | Viernes 22 de noviembre de 1996    |
| Reino Unido Irlanda          | Viernes 4 de octubre de 1996       |
| República Checa · Eslovaquia | Jueves 31 de octubre de 1996       |
| República Dominicana         | Miércoles 25 de septiembre de 1996 |
| Rumania                      | Viernes 29 de noviembre de 1996    |
| Singapur                     | Jueves 12 de septiembre de 1996    |
| Sudáfrica                    | Viernes 27 de diciembre de 1996    |
| Suecia                       | Viernes 17 de enero de 1997        |
| Suiza                        | Viernes 25 de octubre de 1996      |
| Tailandia                    | Viernes 6 de diciembre de 1996     |
| Taiwán                       | Sábado 21 de septiembre de 1996    |
| Turquía                      | Viernes 17 de enero de 1997        |
| Uruguay                      | Viernes 8 de noviembre de 1996     |
| Venezuela                    | Miércoles 16 de octubre de 1996    |